# Westmere (Nueva York)
Westmere es un lugar designado por el censo del condado de Albany, estado de Nueva York, Estados Unidos. Según el censo de 2020, tiene una población de 7560 habitantes.
En los Estados Unidos, un lugar designado por el censo (traducción literal de la frase en inglés census-designated place, CDP) es una concentración de población identificada por la Oficina del Censo exclusivamente para fines estadísticos.
En este caso, a todos los efectos prácticos, es un barrio de la ciudad de Albany.

## Geografía
Está ubicado en las coordenadas 42°41′18″N 73°52′25″O / 42.68833, -73.87361 (42.688229, -73.873543).

## Demografía
Según el censo de 2000, en ese momento los ingresos medios de los hogares eran de $55,000 y los ingresos medios de las familias eran de $61,827. Los hombres tenían ingresos medios por $45,769 frente a los $32,937 que percibían las mujeres. Los ingresos per cápita eran de $28,790. Alrededor del 4.1% de la población estaba por debajo del umbral de pobreza.
De acuerdo con la estimación 2017-2021 de la Oficina del Censo, los ingresos medios de los hogares son de $74,070 y los ingresos medios de las familias son de $104,258. Los ingresos per cápita en los últimos doce meses, medidos en dólares de 2021, son de $46,573. Alrededor del 4.7% de la población está por debajo del umbral de pobreza.